# Polucita
La polucita es un mineral de la clase de los tectosilicatos, y dentro de esta pertenece al llamado “grupo de la zeolitas”. Fue descubierta en 1846 en la isla de Elba, en la región de Toscana (Italia), siendo nombrada así por Pólux, una figura de la mitología griega hermano de Cástor, en alusión a que suele aparecer asociada a la castorita. Un sinónimo poco usado es el de silicato de cesio.

## Características químicas
Es un alumino-tectosilicato hidratado de cesio, dentro del grupo de las zeolitas en el que están los aluminoslicatos de metales alcalinos y alcalinotérreos.
Es el equivalente con cesio del mineral analcima (Na(Si2Al)O6·H2O), con el que forma una serie de solución sólida en la que la sustitución gradual del cesio por sodio va dando los distintos minerales de la serie.
Además de los elementos de su fórmula, suele llevar como impurezas: hierro, calcio, rubidio y potasio.
Aunque presenta sistema cristalino cúbico tiene una variedad que cristaliza en sistema monoclínico.
Puede ser ligeramente de color rosa, debido a inclusiones de montmorillonita.

## Usos
Algunos raros ejemplares limpios pueden ser Tallados y emplearse como una gema en joyería.

## Formación y yacimientos
Se forma en rocas pegmatitas del tipo granito rico en litio, puede aparecer en cantidades enormes.
Suele encontrarse asociado a otros minerales como: cuarzo, espodumena, petalita, ambligonita, lepidolita, elbaíta, casiterita, columbita, apatito, eucriptita, moscovita, feldspato potásico, albita o microclina.